# Софадес
Софа́дес (греч. Σοφάδες) — малый город в Греции. Расположен на высоте 110 метров над уровнем моря, на левом (западном) берегу реки Софатидис, в 24 километрах к востоку от Кардицы, в 162 километрах к юго-западу от Салоник и в 207 километрах к северо-западу от Афин. Административный центр одноимённой общины в периферийной единице Кардица в периферии Фессалия. Население 5556 жителей по переписи 2011 года.
Река Софатидис (Σοφαδίτης) в античной географии известна как Онохон (др.-греч. Ὀνόχωνος) и является левым притоком реки Энипефс, притока Пиньоса.
По западной окраине города проходит национальная дорога 30 Волос — Кардица. В городе находится железнодорожная станция «Софадес» на линии Палеофарсалос — Каламбака.
30 апреля 1954 года город был разрушен землетрясением.
Название города происходит от тур. sofa «софа» и упоминается в середине XV века.

## Сообщество Софадес
Сообщество Софадес создано в 1912 году (ΦΕΚ 261Α). В сообщество входит три населённых пункта. Население 6056 жителей по переписи 2011 года. Площадь 57,512 квадратного километра.
| Наименование | Население (2011), человек |
| ------------ | ------------------------- |
| Неа-Зои      | 433                       |
| Софадес      | 5556                      |
| Тавропос     | 67                        |

## Население
| Год  | Население, человек |
| ---- | ------------------ |
| 1991 | 5590               |
| 2001 | 6355               |
| 2011 | ↘ 5556             |